# El jinete de bronce
El jinete de bronce: un cuento de San Petersburgo (en ruso Медный всадник: Петербургская повесть, literalmente "El jinete de cobre: un cuento de  San Petersburgo") es un poema narrativo escrito por Aleksandr Pushkin en 1833 sobre la estatua ecuestre de Pedro el Grande en San Petersburgo y la gran inundación de 1824.

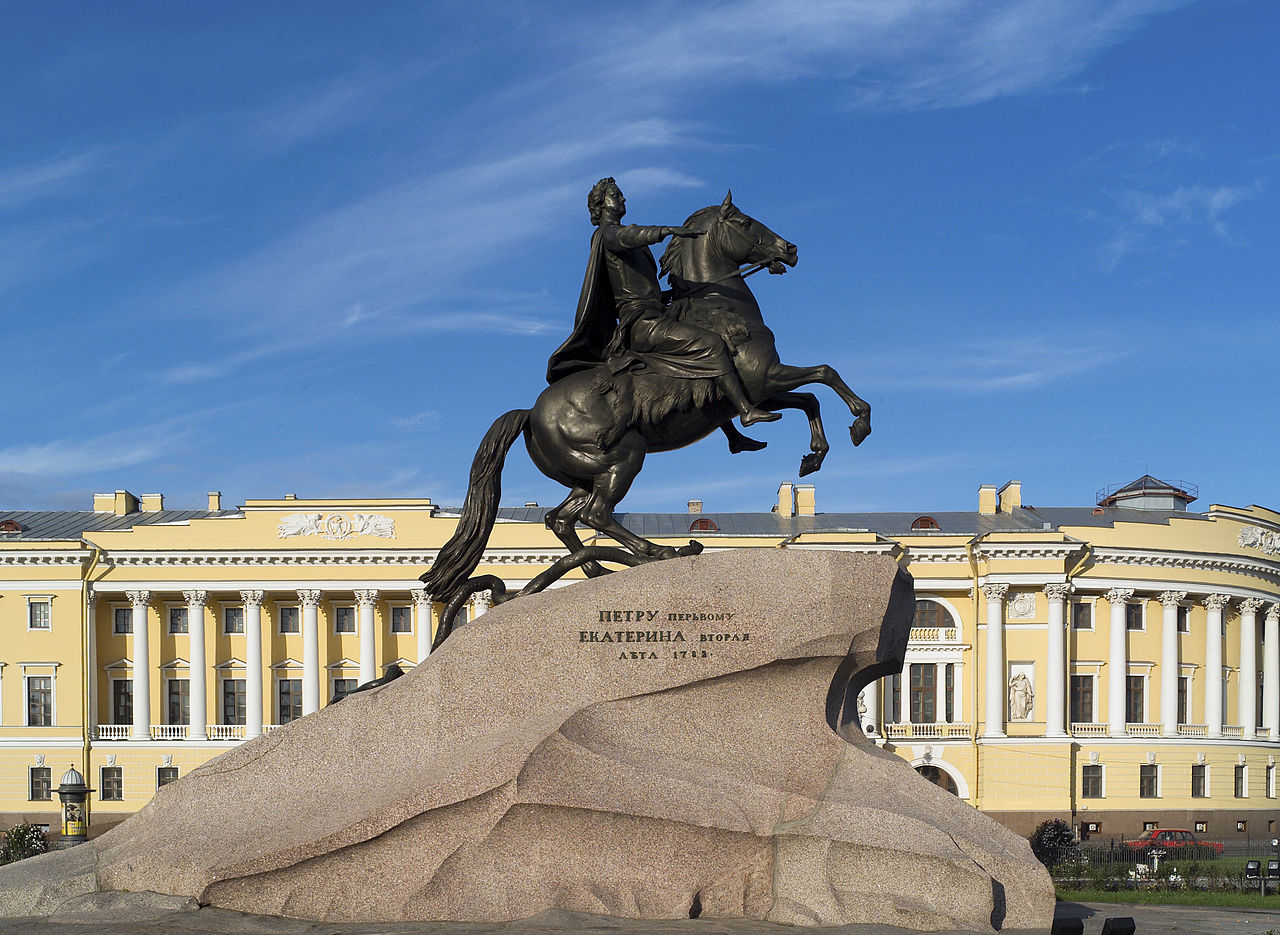
Estatua de Pedro el Grande en San Petersburgo.

## Introducción
El poema fue escrito en el otoño boreal de 1833, pero Nicolás I no permitió la publicación del poema completo, con lo cual Pushkin solo pudo publicar el prólogo del poema en 1834. Finalmente el poema completo fue publicado por Vasili Zhukovski, que modificó los fragmentos del poema censurados por el emperador, en 1834, tras la muerte de Pushkin.

## Contenido
El poema en sí es el resultado de la reflexión de Pushkin sobre el significado histórico de las reformas de Pedro I y el desarrollo de la nueva Rusia tras la muerte del emperador. Las dos figuras principales de «El jinete de bronce» de Pushkin son Pedro I de Rusia y Eugenio. La imagen del soberano ruso en el poema tiene cierta ambigüedad. Es al mismo tiempo y «кумир» (ídolo), «державец полумира» (monarca de medio mundo), pero también es  «истукан» (una persona sin sentidos, fría), que «уздой железной Россию поднял на дыбы» (que levantó a Rusia con una brida de metal torciéndola). Al mismo tiempo, Eugenio es un noble desclasado, que ejerce el papel de la víctima de la traslación histórica, destinado a la muerte. Así pues tenemos dos figuras contrapuestas en el poema: las características del emperador ruso, y sobre todo su decisión de construir la ciudad en un lugar que puede sufrir inundaciones, es lo que justifica el “motín” de Eugenio contra el zar.
En el momento de la expresión de su rebeldía contra Pedro I, Eugenio se pone al nivel del Jinete de Bronce, a pesar de ser un individuo humilde e insignificante, que admite su propia incapacidad de salir de su complicada situación económica: “О чем же думал он?, о том,/Что был он беден, что трудом/Он долен был себе доставить/И независимость и честь;/Что мог бы бог ему прибавить/Ума и денег.” Las expresiones que utiliza Pushkin en el momento del levantamiento de Eugenio tienen un tono, casi podríamos decir, solemne; esta “черная сила” que conduce al protagonista, nos obliga a los lectores a verlo desde un ángulo completamente diferente. Ya no es una persona que «живет в Коломне, где-то служит», sino que se enfrenta al zar.
Teniendo estos dos personajes alegóricos, Pushkin nos propone un enfrentamiento de dos valores o, mejor dicho, dos verdades: la verdad de Eugenio, una persona propia, un individuo, y la verdad del Pedro I, una verdad estatal, imperial. Entonces, leyendo el poema desde este punto de vista, se convierte en un conflicto desigual de los dos personajes. En un principio el poeta trata los dos puntos de vista con misma importancia, les da derecho a existencia a las dos verdades. Pero el hecho de que Eugenio pierde el enfrentamiento con Pedro y muere, nos deja entender que Pushkin matiza la injusticia de la jerarquía imperialista: Los asuntos del imperio son más importantes que las tragedias de la pequeña gente. En esta sociedad el individuo ha de sometiese a la voluntad del emperador.
Aun así, resulta curiosa la aparición de Alejandro I en el poema, que observa la inundación de la ciudad desde el balcón del palacio y entiende que: “С Божией стихией/ Царям не совладать". Он сел/ И в думе скорбными очами/ 
На злое бедствие глядел.” Así pues Pushkin añade otro personaje más que ocupa el lugar más alto de la jerarquía del imperio, Dios, el ser que somete la voluntad del emperador.
En conclusión, no se puede decir con toda la certeza a quién apoya el poeta, a lo propio o a lo imperial. El poema proporciona más preguntas que respuestas al lector y es la finalidad de esta obra: hacer reflexionar al lector.

## Fragmento del poema
```
Pobre, desventurado Eugenio mío…
contra tantas horribles impresiones
no puede más su mente perturbada
ni cesa en sus oídos el estruendo
atronador del Neva y la ventisca.
Lleno de ideas negras, callejea,
callado, obsesionado por un sueño.
Pasaron las semanas y los meses
sin que volviera a casa. Su tabuco,
al vencer el contrato, la patrona
se lo alquiló a un poeta sin dinero.
Eugenio no volvió a coger sus cosas.
Ya todo le es ajeno. Todo el día
vaga sin rumbo y duerme junto al muelle
y se nutre del pan que le regalan.
La ropa de tan vieja se le pudre,
los golfos tiran piedras a su paso.
A menudo la fusta de un cochero
le sacude por ir por la calzada
(¡ya no sabe ni adónde se dirige!)
pues parece que ya nada le importa.
Le envuelve el ruido de su interna angustia,
y así arrastra su vida de infortunio,
sin ser fiera ni hombre, ni viviente
ni fantasma…

```